# Musikmuschel im Luisenhain

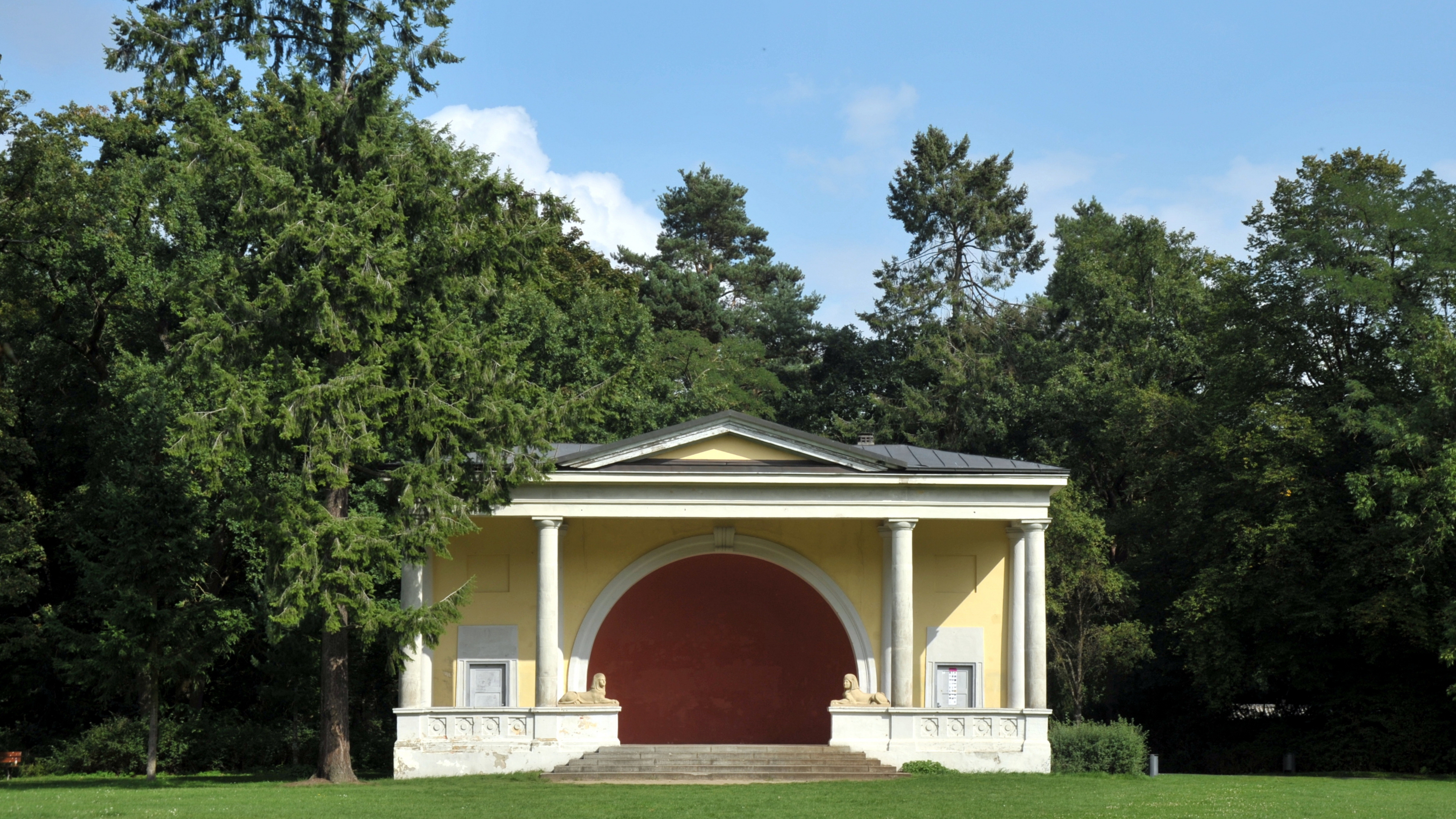
Musikpavillon im Luisenhain (2014)

Die Musikmuschel im Luisenhain  (Sonnentempel) ist ein Bauwerk in der kreisfreien Stadt Bamberg im bayerischen Regierungsbezirk Oberfranken. Das Baudenkmal im Luisenhain trägt die BLfD-Aktennummer D-4-61-000-231.

## Geschichte
Um 1815 ließ Ferdinand  von Hohenhausen ein Badehaus errichten, welches den Stil der Revolutionsarchitektur hatte. Dieses musste jedoch bald schon wieder einem neuen Ruderheim des Regattavereins weichen. Die Bauteile des Badehauses wurden jedoch eingelagert. Ab 1885 stand hier bereits eine hölzerne Musikhütte. Im Jahr 1914 wurde dann die bis heute bekannte Musikmuschel mit den alten Teilen des Badehauses, wie etwa den beiden Sphingen oder dem Giebel, gebaut und wurde mit elektrischem Licht, einem WC und einem Kamin ausgestattet.

### Nutzen
Der Musikpavillon erfüllte seit seinem Bau viele Aufgaben. Zu Beginn stellte er sich gut für „gesellschaftliche Vergnügen“ dar. In Zeiten des Zweiten Weltkrieges war er Schauplatz von Parteikundgebungen. Zudem fanden dort schon einige Konzerte, Theateraufführungen, Musikveranstaltungen oder Tanzabende statt, wie 1948 ein Auftritt der Tänzerin Ilse Spitzing-Gärtner, die dort später eine Tanzschule errichtete. Nach Ende des Zweiten Weltkrieges zog eine ausgebombte Familie in das Obergeschoss der Musikmuschel und gebar dort sogar Kinder. 2013 zog Adelbert Heil mit seinem Atelier dort ein.

### Zustand
Im Laufe der Zeit wurde die Musikmuschel durch Vandalismus, wie etwa Einschusslöcher an der Seite oder Graffiti, und Witterungseinflüsse in Mitleidenschaft gezogen. Die Schutzgemeinschaft Alt-Bamberg sammelte 2006 Geld für eine Restaurierung.